# Крыспинув

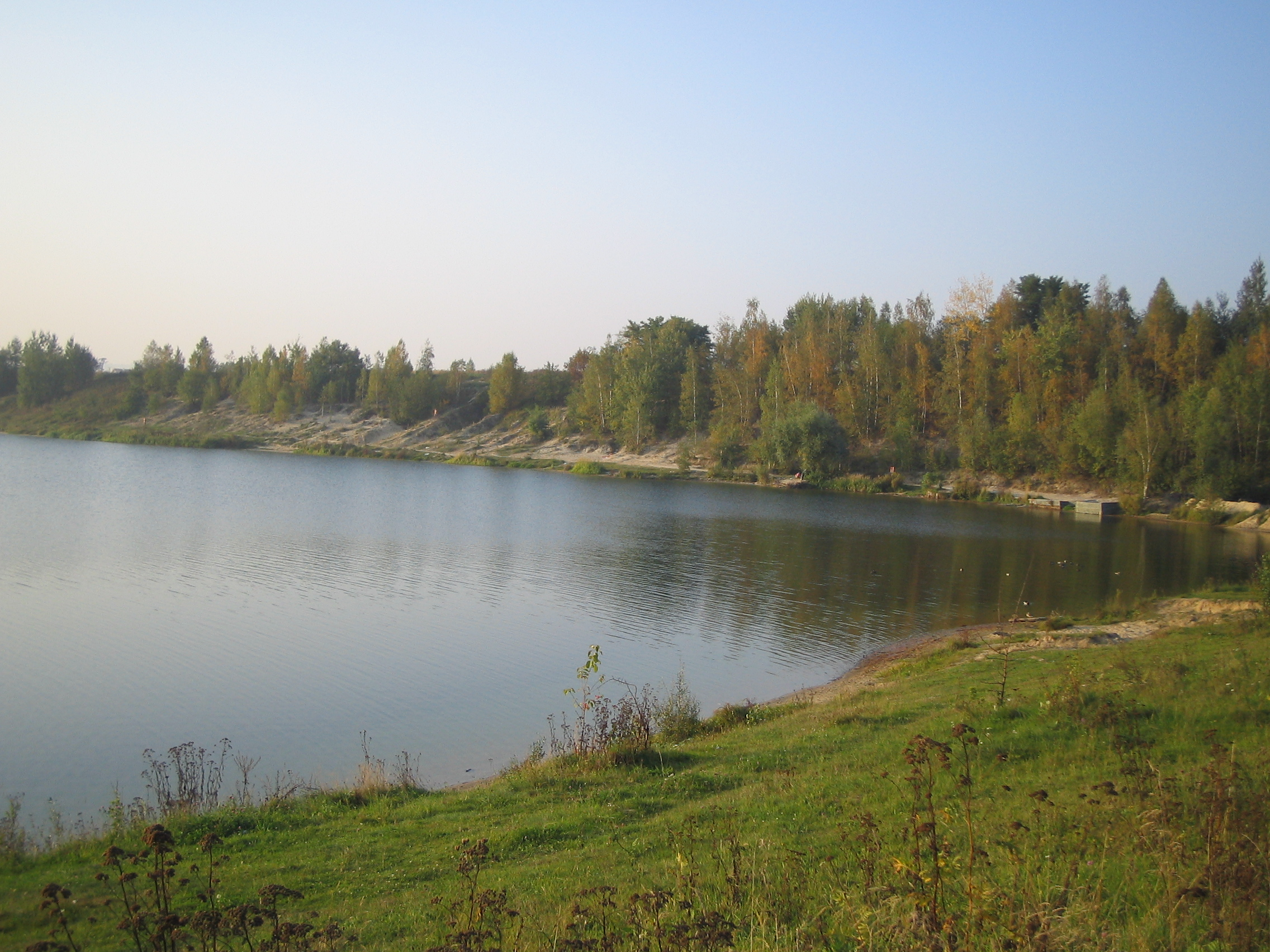
Пляж «На-Песках», находящийся на берегу Крыспиновского залива

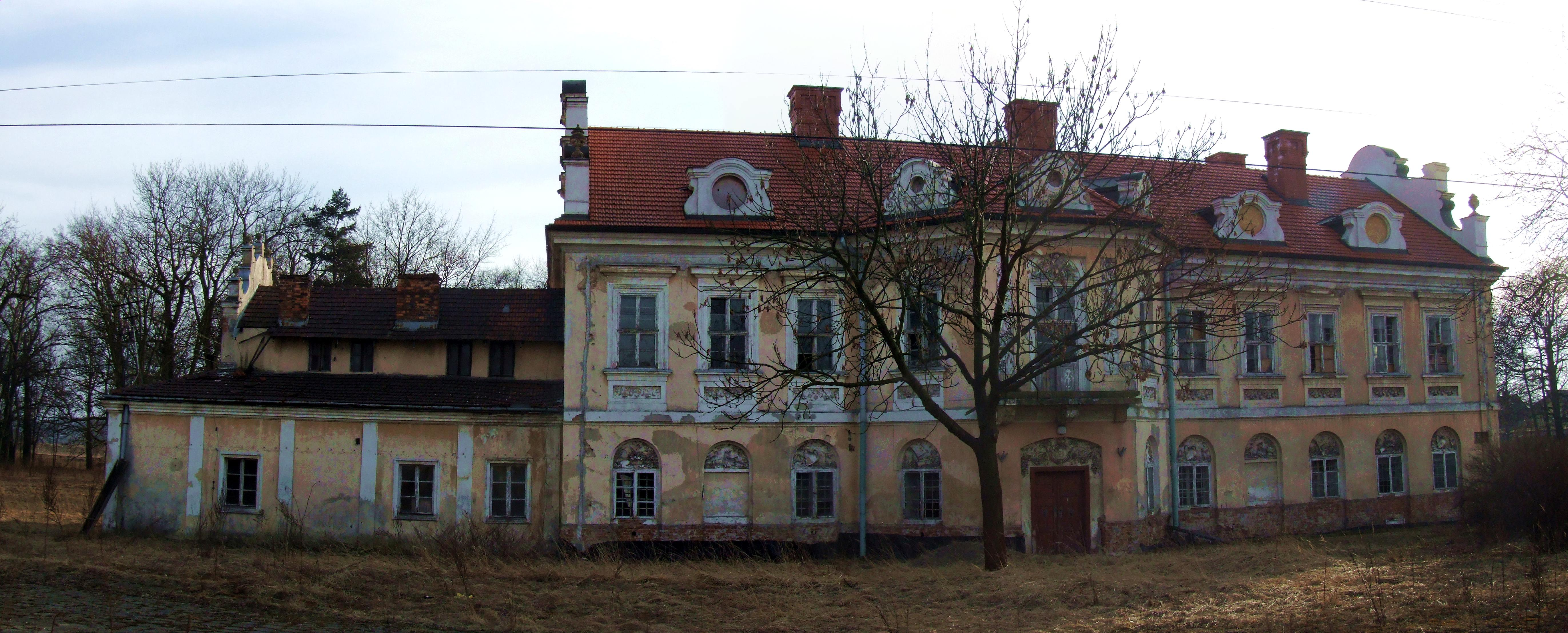
Дворец в Крыспинуве. Памятник Малопольского воеводства

Крыспи́нув, до конца XIX века — Смердзо́нца (пол. Kryspinów, Śmierdząca) — село в Польше в сельской гмине Лишки Краковского повета Малопольского воеводства.

## География
Село располагается в 2 км от административного центра гмины села Лишки и в 12 км от административного центра воеводства города Краков. Через село проходит IV краковская окружная дорога. От имени села называется Крыспиновский залив, на котором находятся пляжи, используемые жителями Кракова для летнего отдыха.

## История
Первое документированное свидетельство о селе относится к 1311 году. Село называлось как Смердзонца до конца XIX века. В первой половине XIV веке было собственностью тынецкого бенедиктинского аббатства. Позднее польский король Владислав I Локетек передал село в собственность некоему шляхтичу Зудрману из Писар.
Современное наименование села происходит от бывшего владельца села Крыспина Желенского, который жил в XIX веке. На рубеже 1897—1898 годов село было переименовано в Крыспинув.
В 70 — 90-е годы XX столетия на территории села была открыта стоянка шеворской культуры.
В 1975—1998 годах село входило в состав Краковского воеводства.

## Население
По состоянию на 2013 год в селе проживало 1474 человек.
| 2010 | 2013 |
| ---- | ---- |
| 1402 | 1474 |

| Перепись  | Всего   | Всего | Женщины | Женщины | Мужчины | Мужчины |
| --------- | ------- | ----- | ------- | ------- | ------- | ------- |
| Единицы   | человек | %     | человек | %       | человек | %       |
| Население | 1474    | 100   | 743     |         | 731     |         |

## Достопримечательности
- Дворец в Крыспинуве — охраняемый памятник Малопольского воеводства[4].
- Пляж «На-Пясках» (другое наименование — «Крыспиновский залив»), находящийся на Крыспиновском заливе. Этот пляж имеет популярность среди жителей Кракова.